# افي نيشر
افي نيشر (بالعبرية: אבי נשר) هو منتج ومخرج أفلام وكاتب سيناريو وممثل إسرائيلي ولد بتاريخ 13 ديسمبر 1953 في رمات غان بدأ مسيرته الفنية سنة 1979.

## وصلات خارجية
- افي نيشر على موقع IMDb (الإنجليزية)
- افي نيشر على موقع ألو سيني (الفرنسية)
- افي نيشر على موقع ميوزك برينز (الإنجليزية)
- افي نيشر على موقع أول موفي (الإنجليزية)
- افي نيشر على موقع قاعدة بيانات الأفلام السويدية (السويدية)
- افي نيشر على موقع قاعدة بيانات الفيلم (الإنجليزية)
- افي نيشر على موقع كينوبويسك (الروسية)

صفحته على IMDB